# 阿列克谢·贡恰鲁克
阿列克谢·瓦萊里約维奇·贡恰鲁克（烏克蘭語：Олексі́й Вале́рійович Гончару́к，羅馬化：Oleksíi Valériiovych Honcharúk，發音：[ɔlekˈsij ʋɑˈlɛrijɔʋɪtʃ ɦɔntʃɑˈruk]；1984年7月7日—），乌克兰政治人物，2019年8月29日－2020年3月4日担任乌克兰总理。此前为律师，曾任乌克兰泽连斯基总统秘书处副主任。
2020年1月17日，贡恰鲁克宣佈向总统提交總理辞呈，辞职原因是为了“打消一切对总统尊敬和信任的怀疑”。贡恰鲁克曾称自己和总统泽连斯基对经济“一窍不通”。乌克兰总统泽伦斯基决定，拒绝接受总理贡恰鲁克请辞，表示要再给他一次机会。但不足兩個月後，傳聞澤倫斯基對其失去信心，故贡恰鲁克再度請辭並獲准。